# Коническая константа
Коническая константа (или константа Шварцшильда, в честь Карла Шварцшильда) — величина, описывающая конические сечения. Коническую константу принято обозначать буквой K. Она выражается через эксцентриситет конического сечения следующим образом:
{\displaystyle K=-e^{2},}
Уравнение конического сечения с вершиной в начале координат, касающегося оси y, задаётся с помощью конической константы следующим образом:
{\displaystyle y^{2}-2Rx+(K+1)x^{2}=0,}
где R — радиус кривизны конического сечения в точке x = 0.
Коническая константа широко употребима в геометрической оптике для описания сжатых сфероидальных (K > 0), сфероидальных (K = 0), вытянутых сфероидальных (0 > K > −1), параболических (K = −1) и гиперболических (K < −1) поверхностей линз и зеркал.
В некоторых случаях в качестве конической постоянной используется величина p = K + 1.